# Río Tambo (Pazifischer Ozean)
Der Río Tambo (im Oberlauf auch Río Ichuña) ist ein ca. 258 km (einschl. Quellflüssen: ca. 290 km) langer Zufluss des Pazifischen Ozeans im Süden von Peru in den Regionen Moquegua und Arequipa.

## Flusslauf
Der Río Tambo entsteht 8 km östlich der Gemeinde Ichuña auf einer Höhe von etwa 3800 m am Zusammenfluss von Río Uturuncane und Río Crucero in der peruanischen Westkordillere. Die Quellflüsse entspringen 40 km südwestlich der am Titicacasee gelegenen Stadt Puno in einem bis zu 5353 m hohen Gebirgsmassiv. Der Río Tambo fließt anfangs 25 km nach Westen und wendet sich anschließend nach Süden. Dabei passiert der Río Tambo die Distriktverwaltungszentren Ichuña und Yunga. Bei Flusskilometer 150 biegt der Fluss scharf in Richtung Westsüdwest ab und behält diese Fließrichtung bis zu seiner Mündung bei. Auf den letzten 90 Kilometern durchfließt er die wüstenhafte aride Küstenregion Süd-Perus. Entlang einem 40 km Flussabschnitt oberhalb der Mündung wird der Fluss von bewässerten landwirtschaftlichen Anbauflächen gesäumt. Bei Flusskilometer 25 kreuzt die Fernstraße Panamericana Sur den Fluss. Die Mündung des Río Tambo ins Meer liegt 75 km nordwestlich der Küstenstadt Ilo sowie 25 km südöstlich der Küstenstadt Mollendo.

## Einzugsgebiet und Hydrologie
Der Río Tambo entwässert ein Areal von 13.362 km². Im Westen grenzt das Einzugsgebiet an das des Río Quilca, im Osten an das des Río Moquegua. Im Norden verläuft die Wasserscheide entlang der peruanischen Westkordillere. Der mittlere Abfluss beträgt 34,75 m³/s.

## Ökologie
Im Río Tambo kommt die Garnelen-Art Cryphiops caementarius aus der Familie der Felsen- und Partnergarnelen (Palaemonidae) vor. Westlich der Flussmündung befindet sich das Schutzgebiet Santuario Nacional Lagunas de Mejía.

## Bilder

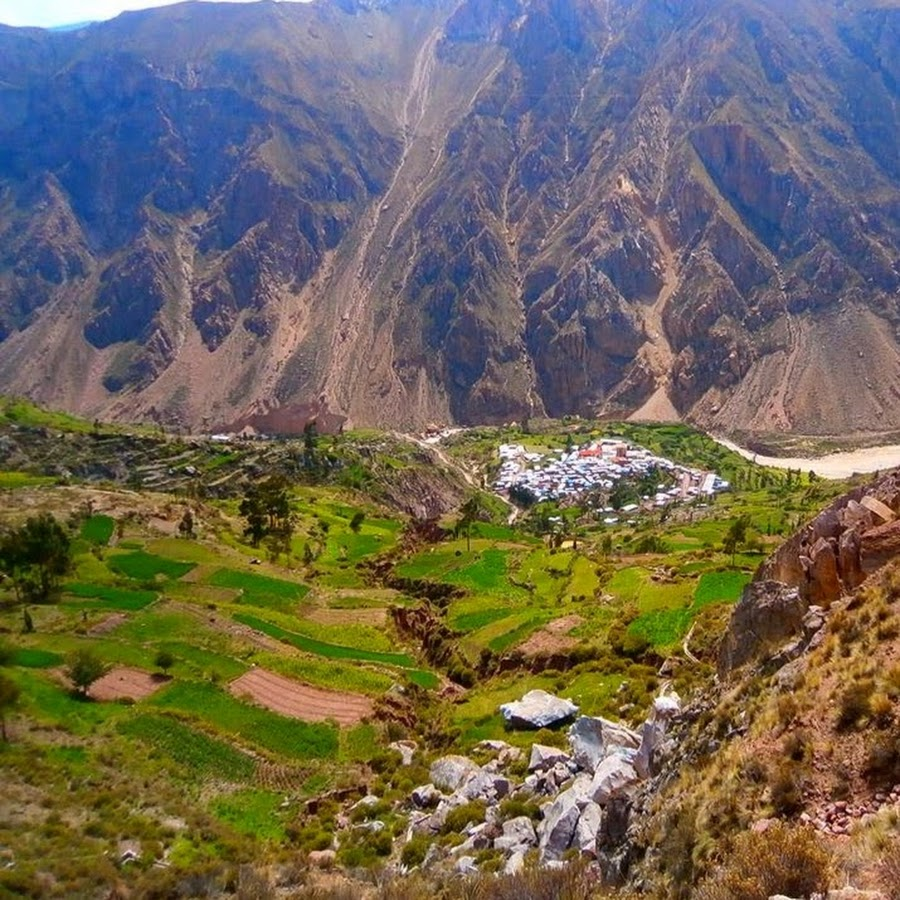
Die Gemeinde Lloque im Vordergrund, dahinter im Tal der Río Tambo